# Bazookahosen
Bazookahosen er et dansk indie-bluesband dannet i november 1998 af medlemmerne (i alfabetisk rækkefølge) Julie Asmussen (sang, kazoo, bratsch m.m.), Jenz Koudahl (percussion, mundharpe, sang, scratch, radio m.m.), Mikael Larsen (guitar, cigarkasseguitar, sang m.m.), Rasmus Meisler (guitar, bas, sang og percussion), Troels Nielsen (trommer) og Sylvester Roepstorff (basklarinet, tenorsaxofon, klarinet, dans m.m.). Julie Asmussen forlod bandet efter udgivelsen af den første CD-udgivelse fra 2003. Denne blev indspillet i Gula Studion i Malmø, udgivet på Cookie Tin Records og hed Bazookahosen. Bandets anden CD med titlen Asfalt udkom på samme selskab i 2005, indspillet i Ninth World Musics studier med Per Oliver Jørgens som tekniker. Albummet fik tre ud af seks stjerner i musikmagasinet GAFFA og fire ud af seks stjerner hos soundvenue.
I 2000 og 2001 lavede Bazookahosen musik til Tim Feldmanns to koreografier, Ene – Ikke alene og Den Eksploderede Mand, hvor det også indgik i selve koreografien. Med denne forestilling var bandet bl.a. i Durban, Sydafrika. Bazookahosen er mest kendt for nummeret "Per Arnoldi", som det bl.a. har optrådt med i TV-udsendelsen Den 11. time på DR2, hvor kunstneren Per Arnoldi var aftenens gæst. Bazookahosen har deltaget i de første cigarbox-guitar-festivaler' i Kentucky i 2004 og 2005. Samme år fremførte bandet deres suite "Hvad blev der af de gamle danske færger?" i Den Anden Opera. Bazookahosen var sidst på turné på vestkysten i USA i 2007. Bazookahosen spiller fortsat og optræder med jævne mellemrum.

## Diskografi
- Asfalt (2005)